# Xã Buckeye, Michigan
Xã Buckeye (tiếng Anh: Buckeye Township) là một xã thuộc quận Gladwin, tiểu bang Michigan, Hoa Kỳ. Năm 2010, dân số của xã này là 1.308 người.